# Tovenaar-koning van Angmar
De Tovenaar-koning van Angmar (Engels: the Witch-king of Angmar), ook wel de Heer van de Nazgûl (Engels: the Lord of the Nazgûl) is een personage uit de boeken van J.R.R. Tolkien over de fictieve wereld Midden-aarde.
In de Tweede Era was hij een van de koningen der mensen die van Sauron een van de Negen Ringen aanvaardde. Net als de andere acht ringdragers verkreeg hij in zijn tijd grote roem en rijkdom en scheen hij het eeuwige leven te hebben. Maar de dragers van de Negen Ringen werden gecorrumpeerd door Sauron en een voor een vervaagden zij en traden het rijk van schaduwen binnen, zij werden de Nazgûl, ringgeesten, de trouwste en meest verschrikkelijke dienaren van Sauron. De Heer van de Nazgûl was de rechterhand van Sauron, de verschrikkelijkste van de negen en hun leider.

## Tweede Era
Rond het jaar 2251 van de Tweede Era verschenen de Nazgûl voor de eerste keer. Gedurende 1200 jaar waren de Ringgeesten de trouwste dienaren van Sauron. In de oorlog tegen Het Laatste Bondgenootschap, die duurde van 3434 tot 3441, vochten de Heer van de Nazgûl en de andere Nazgûl mee. Maar Sauron werd verslagen door Isildur en de ringgeesten verborgen zich in de schaduwen, wachtend op de terugkeer van hun meester.

## Derde Era

### Koning van Angmar
Omstreeks 1050 van de Derde Era viel er een donkere schaduw over het Grote Groenewoud in het noordoosten van Midden-aarde, de Noordmannen begonnen het bos het Demsterwold te noemen. Ongeveer 50 jaar later ontdekten de Wijzen, de Istari en de hoogste Eldar, dat een boze macht de vesting Dol Guldur in het zuiden van het Demsterwold had ingenomen, zij vermoedden dat het een van de Nazgûl was. Het was echter Sauron zelf die was teruggekeerd.
Saurons kracht bleef groeien, rond 1300 begonnen boze wezens zich weer te vermenigvuldigen en rond deze tijd verschenen ook de Ringgeesten weer. De Heer van de Nazgûl kwam naar het gebied ten noordwesten van Arnor en stichtte daar het Betoverde Rijk Angmar waarmee hij de titel Tovenaar-koning van Angmar verkreeg. De hobbits vluchtten vervolgens naar het westen richting Breeg.
In 1409 viel de Tovenaar-koning Arnor binnen en versloeg twee van de drie verdeelde koninkrijken van Arnor (Arthedain, Rhudaur, en Cardolan). Het laatste rijk dat nu nog weerstand bood was Arthedain. Vele jaren voerde de Tovenaar-koning oorlog tegen Arthedain. In 1636 stuurde hij grafgeesten naar de Tyrn Gorthad, de grafheuvels, om te voorkomen dat het koninkrijk Cardolan opnieuw op zou bloeien.
Na vele jaren oorlog viel in 1974 het Noordelijke Koninkrijk, Arthedain werd onder de voet gelopen door de Tovenaar-koning en de hoofdstad Fornost werd ingenomen. De overwinning van de Tovenaar-koning was echter van korte duur, een jaar later ging een Gondoriaanse legermacht onder leiding van Eärnur aan land bij de havens van Mithlond, de Grijze Havens. Samen met de elfen van Lindon en de resterende Dúnedain trokken zij ten strijde tegen Angmar. De confrontatie met de Tovenaar-koning vond niet plaats in Fornost maar daar ten westen van, bij het Avondschemermeer waar vroeger eens de trotse stad Annúminas had gestaan, de slag werd niettemin de Slag van Fornost genoemd. In het heetst van de strijd kwamen de elfen uit Rivendel onder leiding van Glorfindel te hulp. De Tovenaar-koning werd verslagen en Eärnur achtervolgde hem tot aan de Reuzenheide ten westen van de Nevelbergen. Eärnur wilde zijn achtervolging voort zetten maar Glorfindel hield hem tegen en deed zijn alom bekende voorspelling:
‘Zijn noodlot ligt nog veraf en hij zal niet vallen door de handen van een man.’
‘Far off yet is his doom, and not by the hand of Man shall he fall.’

### Heer van Minas Morgul
In 1980 kwam de Tovenaar-koning naar Mordor en verzamelde daar de andere Ringgeesten. Nog steeds vervuld van wrok leidde hij in 2000 de Nazgûl tijdens de belegering van Minas Ithil. Na de val van Minas Ithil in 2002 hernoemde hij de stad Minas Morgul, de Toren van Duistere Tovenarij. Minas Morgul werd de nieuwe vesting van de Tovenaar-koning, hij was nu de Heer van Minas Morgul.
In 2043 volgde de oude vijand van de Tovenaar-koning, Eärnur, zijn vader Eärnil II op als koning van Gondor. De Tovenaar-koning daagde Eärnur uit voor een gevecht, maar Eärnur weigerde. Na zeven jaar, in 2050, herhaalde de Heer van Morgul zijn uitdaging, en deze keer accepteerde Eärnur hem. Eärnur reed vanaf Minas Tirith naar Minas Morgul en betrad de vesting voor de confrontatie. Hij werd nooit meer weergezien. Eärnur had geen troonopvolger en was de laatste koning van Gondor, de heerschappij van Gondor werd overgenomen door de Stadhouder Mardil Voronwë.
Twaalf jaar later had de Heer van Minas Morgul zijn zinnen gezet op Osgiliath, hij belegerde de hoofdstad van Gondor met orks en Haradrim. Osgiliath, dat al in verval was geraakt na de pest in 1636, werd verwoest en de troepen van Gondor vernietigden de brug over de Anduin die beide delen van Osgiliath met elkaar verbond, om zo de vijandlijke opmars te stoppen. Hierbij ging ook de palantír van Osgiliath verloren.
In 2941 werd Sauron verjaagd uit Dol Guldur en keerde hij terug naar Mordor waar hij begon met de voorbereidingen voor zijn zoektocht naar de Ene Ring. In 3018 werd Gollem gevangengenomen in Mordor waar hij werd gemarteld en verhoord. Tussen het krijsen van Gollem door konden de woorden Gouw en Balings worden gehoord. Sauron stuurde de Tovenaar-koning en de andere Nazgûl naar de Gouw om de ring te zoeken.

### Oorlog van de Ring
De Tovenaar-koning had echter vrijwel geen idee waar de Gouw zich zou kunnen bevinden en hij en de andere Nazgûl trokken eerst naar het dal van de Anduin waar Gollem -immers ook een Hobbit- eens had gewoond. Dit gaf de Reisgenoten extra tijd. Uiteindelijk trok hij met zijn Nazgûl naar Isengard om Saruman inlichtingen te vragen omdat hij het verder ook niet wist. Saruman had inmiddels Gandalf gevangengenomen, wat hij verzweeg, en Saruman stuurde hem op een dwaalspoor (volgens een andere versie wees hij wel de goede weg in de (onjuiste) verwachting dat de Nazgûl zich niet zo dicht bij het Elfenland durfden wagen). Uiteindelijk stuitten de Nazgûl op een Donkerlandse agent van Saruman die op de terugweg van de Gouw was. Door een Schaduw van Angst over hem te leggen kwam de Tovenaar-koning achter de (exacte)locatie van de Gouw. De Tovenaar-koning kwam er hierdoor ook achter dat Saruman een verrader was, maar het vinden van de Ene Ring was belangrijker.
In hun zoektocht naar ene Balings in de Gouw kwam een Nazgûl op 22 september 3018 in Hobbitstee, de woonplaats van Frodo Balings, de drager van de Ene Ring. Een hobbit daar, de oude Gabber verwees hem door naar Bokland, de Nazgûl overvielen Bokland maar konden de ring niet vinden. De Tovenaar-koning ging vervolgens op 3 oktober met vier andere Nazgûl naar Amon Sûl, de Weertop. Daar troffen zij de 4 hobbits aan die begeleid werden door Aragorn. Hoewel Aragorn de vijf Ringgeesten succesvol verjoeg raakte Frodo gewond door de steek van een Morgul-zwaard, toegediend door de Tovenaar-koning zelf.
Elrond, Meester van Rivendel, had verschillende elfen de opdracht gegeven de hobbits en Aragorn te zoeken en vervolgens te begeleiden naar Rivendel. Op 18 oktober werd het gezelschap gevonden door de elf Glorfindel die hen verder naar Rivendel begeleidde. Onderweg werden zij op 20 oktober echter ingehaald door de Nazgûl. Op Asfaloth, het paard van Glorfindel, reed Frodo naar de overkant van de Bruinen en lokte hij de Tovenaar-koning de voorde van de Bruinen in. De Nazgûl werden nu meegesleurd door een kolkende watermassa die Gandalf en Elrond hadden veroorzaakt.
Omdat de Negen hun paarden nu verloren hadden kregen zij nieuwe beesten om op te rijden:
[…] het was een gevleugeld schepsel: zo het een vogel was, was het groter dan enige andere vogel, en het was naakt en droeg pen noch veer, en zijn grote vleugelpoten waren als leerachtige vliezen tussen hoornachtige vingers, en hij stonk. Misschien was het een schepsel uit een oudere wereld […] - In de Ban van de Ring, boek V, hoofdstuk VI
Sauron liet de Nazgûl weer verder zoeken naar de ring, behalve de Tovenaar-koning, die ging terug naar Minas Morgul om het leger van Sauron te leiden. Hij begon met het voortzetten van de aanvallen op Osgiliath dat werd verdedigd door Faramir. Op 13 maart 3019 werd Osgiliath veroverd door orks onder de leiding van Gothmog, de luitenant van Minas Morgul. Faramir wordt gedwongen terug te trekken naar Minas Tirith, tijdens zijn aftocht achtervolgd door de Nazgûl op hun vliegende beesten. Zijn compagnie leed grote verliezen en Faramir zelf kwam zwaargewond aan in Minas Tirith.
De volgende dag marcheerde een leger van meer dan 200.000 orks (in de film, in het boek minder), Haradrim en Oosterlingen onder leiding van de Tovenaar-koning, die sterker dan ooit was, naar Minas Tirith. De Slag van de Pelennor was begonnen, de volgende dag werd de eerste poort van Minas Tirith doorbroken door de stormram Grond en de Tovenaar-koning reed de stad binnen. Hij werd echter uitgedaagd door Gandalf, maar voordat de Tovenaar-koning kon aanvallen klonken de hoorns van de Rohirrim uit het noorden onder leiding van koning Théoden, 6000 man sterk. De Tovenaar-koning was gedwongen eerst dit nieuwe gevaar het hoofd te bieden en vloog weg om de koning en zijn lijfwachten aan te vallen. De paarden van de Rohirrim raakten in paniek en steigerden door de dreigende Tovenaar-koning op zijn ros. Sneeuwmaan, het paard van koning Théoden, werd geraakt door een zwarte pijl en viel op zijn meester.
Toen de Tovenaar-koning richting Théoden vloog werd zijn weg geblokkeerd door Éowyn, verkleed als Dernhelm, en de hobbit Merijn.

- Éowyn: ‘Ga weg, smerige dwimorlaik, heer van krengen! Laat de doden met rust.’
- Tovenaar-koning: ‘Kom niet tussen de Nazgûl en zijn prooi. Of hij zal je op zijn beurt doden. Hij zal je weg dragen naar de huizen van jammer, voorbij alle duisternis waar het vlees zal worden verslonden en je verschrompelde geest naakt voor het Oog zonder Lid zal komen te staan.’
- Éowyn: ‘Doe wat ge wilt, maar ik zal het verhinderen, als ik kan.’
- Tovenaar-koning: ‘Verhinderen, mij? Jij dwaas. Geen levende man zal mij weerstreven.’
- Éowyn: ‘Maar ik ben geen levende man. Ge ziet hier een vrouw. Éowyn ben ik, Éomunds dochter. Gij staat tussen mij en mijn heer en verwanten. Ga weg als je niet onsterfelijk bent. Want levend of donker ondood, ik zal je vernietigen als je hem aanraakt.’
 - In de Ban van de Ring, boek V, hoofdstuk VI

Éowyn slachtte het verschrikkelijke ros van de Tovenaar-koning met één welgerichte slag. De Tovenaar-koning viel vervolgens vervuld van woede Éowyn aan en verbrijzelde haar schild en brak haar arm. Net toen hij op het punt stond het leven van Éowyn te beëindigen doorboorde Merijn met zijn zwaard de knieholte van de Tovenaar-koning. Éowyn greep vervolgens haar kans en doorboorde met haar zwaard het hoofd van de Tovenaar-koning.
Na vele jaren was de profetie van Glorfindel dan toch uitgekomen, want de Tovenaar-koning was niet gedood door een man, maar door een vrouw en een hobbit. Het sneuvelen van de aanvoerder van het leger van Mordor was van essentieel belang voor het verdere verloop van de Slag van de Pelennor, die uiteindelijk leidde tot de overwinning van Gondor en de vernietiging van de Ene Ring.